# Пазар (икономика)
Вижте пояснителната страница за други значения на Пазар.
Пазарът (от османскотурското پازار, pazar, което е от персийското پازار, bâzâr) е сфера на икономиката, в която се разменят и разпределят ресурси и блага между икономическите субекти – купувачи и продавачи, в т.ч. държавата.
Пазарът обединява интересите на икономическите субекти. Пазарите могат да бъдат:
1. продуктови пазари (на потребителски стоки и услуги), ресурсни пазари (на труд, земя, капитали)и парични пазари;
2. свободен пазар, без влияние на държавата, и направляван от държавата пазар;
3. местен, национален, международен пазар.

Съвкупността от пазарите на съответстващата им пазарна инфраструктура (складове, магазини, тържища, палати, борси, панаири) образуват пазарната система на една държава. В основата ѝ седят т.нар. пазарни сили – търсенето на купувачите, предлагането на продавачите и конкуренцията. Под тяхно влияние се разпределят ресурсите и благата и спонтанно се координират действията на икономическите агенти, т.е. установява се определен икономически ред.
В миналото в България са разпространени седмичните пазари в градовете и по-големите селища. Такъв пазар се прави в определен ден от седмицата, различен за отделните селища.